# Домброва-Дольна (Свентокшиське воєводство)
Домброва-Дольна (пол. Dąbrowa Dolna) — село в Польщі, у гміні Бодзентин Келецького повіту Свентокшиського воєводства.
Населення — 311 осіб (2011).
У 1975-1998 роках село належало до Келецького воєводства.

## Демографія
Демографічна структура на день 31 березня 2011 року:
|          | Загалом | Допрацездатний вік | Працездатний вік | Постпрацездатний вік |
| -------- | ------- | ------------------ | ---------------- | -------------------- |
| Чоловіки | 163     | 28                 | 116              | 19                   |
| Жінки    | 148     | 35                 | 73               | 40                   |
| Разом    | 311     | 63                 | 189              | 59                   |